# An Indian's Honor (film 1913)
An Indian's Honor è un cortometraggio muto del 1913, oggi perduto, diretto da Jack Conway e da Frank E. Montgomery (Frank Montgomery).

## Produzione
Il film venne prodotto dalla Kay-Bee Pictures.

## Distribuzione
Distribuito dalla Mutual Film, il film - un cortometraggio di una bobina - uscì nelle sale cinematografiche statunitensi il 7 novembre 1913.
Non si conoscono copie ancora esistenti della pellicola che viene considerata presumibilmente perduta.